# Хрест за військову доблесть
Хрест за військову доблесть (фр. Croix de la Valeur Militaire) — військова відзнака Франції якою нагороджуються особи, що проявили доблесть у присутності ворога, на театрах військових дій, які не підлягають нагородженню Croix de guerre des théâtres d'operations extérieures (Хрест війни для іноземних театрів військових дій). Хрестом за військову доблесть зазвичай нагороджують за миротворчі операції, завжди за межами території Франції.
Хрест як відзнака був заснований у 1956 році для нагородження солдатів, матросів і льотчиків, що служили в Алжирі, які вчинили вчинки доблесті або відваги в бою. У той час Алжир був департаментом Франції, тому це вважалося не оголошеною війною, а миротворчими операціями на території Франції. Тому бойовий хрест для іноземних театрів дій, яким нагороджували за доблесну службу в Індокитаї, вважався недоцільним. Médaille de la Valeur Militaire було створено 11 квітня 1956 року з системою відзнак із чотирьох ступенів. Щоб поставити її на той самий рівень, що й Воєнний Хрест, 12 жовтня 1956 року медаль була замінена хрестом.

## Історія
Бойові дії, що проходили в Алжирі в період з 1954 по 1962 роки, кваліфікувалися як «операції з підтримання порядку», тому нагородити бойовим хрестом не було можливості. Було вирішено створити нову нагороду для нагородження за яскраві дії мирних жителів і військових.
11 квітня 1956 року указом Президента була створена медаль «Військова доблесть», яка через півроку була трансформована в Хрест військової доблесті. Згідно з рішенням від 30 квітня 1956 року, Хрест може бути наданий за операції в Тунісі з 1 січня 1952 року, в Марокко з 1 червня 1953 року, в Алжирі з 31 жовтня 1954 року. Нове рішення від 13 лютого 1957 року додало операції в Мавританія з 10 січня 1957 року.

## Опис
- Хрест: підвішений до стрічки застібкою, цей бронзовий хрест має діаметр 36 мм і є ідентичним Хресту переможця. На аверсі зображено короновану фігуру Республіки (тоді як на Круїзі комбатанта вона в шоломі), а на реверсі напис «Croix de la Valeur militaire»
- Стрічка: червоного кольору з трьома вертикальними білими смужками, середня смужка шириною 7 мм, а дві інші — 2 мм на відстані 1 мм від кожного краю. На стрічці стільки зірочок або долонь, скільки було отримано цитувань.
- Атрибути: Як і у випадку з Круа-де-Ґер і Медальйоном Національної жандармерії, на стрічці медалі можуть бути атрибути, що виражають заохочення: відповідно бронзова зірка для заохочення в ордені полку або бригади, срібна зірка для заохочення в ордені дивізії, вермеїлова зірка для армійського корпусу і бронзова пальма для заохочення в ордені армії.